# Stará Ľubovňa
Stará Ľubovňa (in ungherese Ólubló, in tedesco Altlublau, in polacco Lubowla, in latino Lublovia) è una città della Slovacchia, capoluogo del distretto omonimo, nella regione di Prešov.

### Chiesa di San Nicola

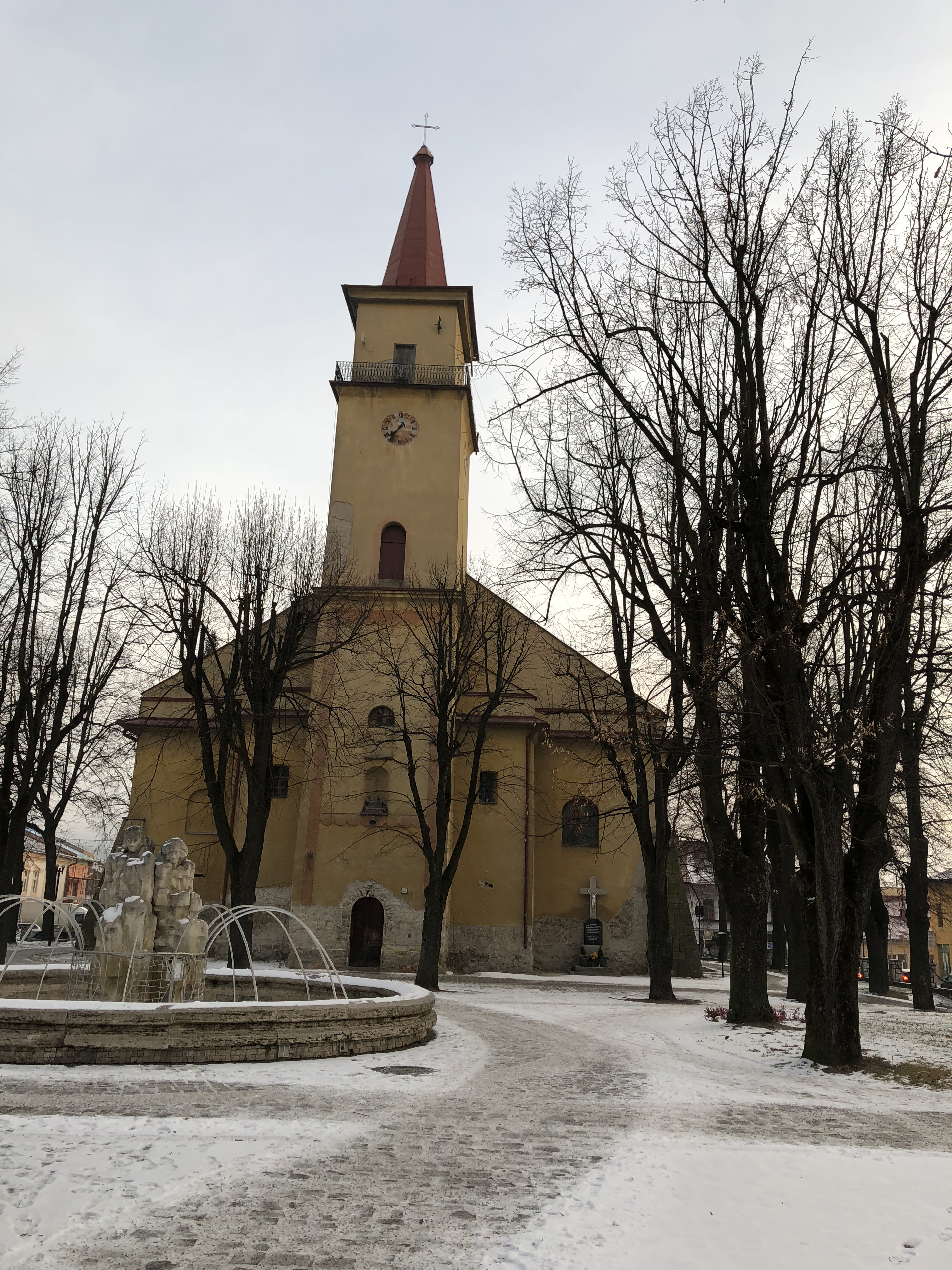
Chiesa di San Nicola